# Ivan Maček
Ivan Maček-Matija (28. května 1908 – 1. dubna 1993) byl jugoslávský politik slovinského původu, účastník jugoslávského národněosvobozeneckého boje a národní hrdina Jugoslávie.

## Život a politická činnost
Narodil se ve vesnici Spodnja Zadobrova nedaleko Lublaně. Některé zdroje uvádějí jako datum narození 12. březen, jiné hovoří o 28. květnu 1908. Základní školu absolvoval v Polji, poté se vyučil tesařem. Již v útlém věku přišel do kontaktu s dělnickým hnutím.
Jakmile v roce 1930 skončila jeho vojenská služba, kterou absolvoval v Karlovacu, byl přijat do Komunistické strany Jugoslávie. V rámci strany vykonával různé funkce a již v září 1934 byl zvolen tajemníkem slovinského zemského výboru Komunistické strany Jugoslávie. V letech 1935 až 1937 studoval politickou školu v Moskvě. Po návratu do Jugoslávie se zúčastnil zakládajícího sjezdu Komunistické strany Slovinska a byl zvolen členem jejího ústředního výboru.
V roce 1938 byl zatčen a odsouzen ke čtyřem letům vězení. Trest si odpykával v Sremské Mitrovici, kde byl členem vězeňského stranického výboru. Dubnová válka a okupace Jugoslávie ho zastihla ve vězení, odkud se rozhodl spolu s dalšími spoluvězni uprchnout. 22. srpna 1941 skupina třiceti dvou vězňů včetně Mačka uprchla vykopaným tunelem.
Po útěku z vězení se zapojil do partyzánského boje. Na konci září 1941 přešel do Srbska. V březnu 1942 spolu s Edvardem Kardeljem získal falešné dokumenty, díky nimž se mohli vydat na cestu vlakem do Lublaně. Po příjezdu byl Maček jmenován politickým komisařem hlavního štábu slovinských partyzánů. V říjnu 1942 byl jmenován velitelem hlavního štábu, následně vedl protiofenzivu proti Bílé gardě a v zimě se zúčastnil bitvy na Neretvě.
V červenci 1943 předal funkci velitele hlavního štábu Franci Rozmanovi a jako člen politbyra se věnoval výhradně politické činnosti. V prosinci 1944 je pak povýšen do hodnosti generálmajora NOVJ. Ve stejném roce se stal členem vedení Osvobozenecké fronty. V průběhu roku 1944 se stal Maček náčelníkem slovinské sekce služby OZNA.
Po druhé světové válce zastával různé funkce: v letech 1945 až 1953 byl ministrem vnitra a místopředsedou slovinské vlády, v letech 1953 až 1963 byl místopředsedou slovinské vlády a člen federální vlády (svazového výkonného výboru). Předsedou slovinského Lidového shromáždění byl v letech 1963 až 1967. Byl také dlouholetým členem ústředního výboru SKJ i SKS, předsedou svazu partyzánských veteránů a člen jugoslávského federálního parlamentu.
Zemřel v dubnu 1993 v Lublani. Jeho sestra Pepca byla manželkou Edvarda Kardelje.
Byl mimo jiné nositelem Partyzánské pamětní medaile 1941, Řádu hrdiny socialistické práce a od 15. července 1952 také nositelem Řádu národního hrdiny.